# スーザン・ディーマテイ
スーザン・ディーマテイ（Susan DeMattei、1962年10月15日カリフォルニア州マリン郡生まれ、同州サンラフェル市で育った）は、アメリカの元プロ・クロスカントリーマウンテンバイクレーサーである 。
マウンテンバイク競技は1996年のアトランタ・オリンピックで初めてオリンピック種目として登録されたが、彼女はその初のオリンピック・マウンテンバイク競技のクロスカントリー種目で銅メダルを獲得し、マウンテンバイクでオリンピックメダルを獲得した最初のアメリカ人女性となった。
彼女は1997年にマウンテンバイク殿堂に、また2012年にはアメリカの自転車競技に殿堂入りした。

## 自転車レース・キャリア
ディーマテイが自転車に興味を持ったのは、カリフォルニア州立大学チコ校で看護学の学位取得を目指していた時期で 、まずはレクリエーションとしてロードレースを始め、その後マウンテンバイク・レースに転向していった。彼女は上りにめっぽう強く、自転車を始めた直後から、地元のロードヒルクライム競技大会で、ほとんどの男性選手を寄せ付けないタイムでゴールし、記録を打ち立てた。また彼女はマウンテンバイク競技にも参戦し、その分野ではより大きな成功を収めたことで、すぐにダイヤモンドバック社（マウンテンバイク・メーカー）からオファーを受け、同社レーシングチームとプロ契約を結んだ。
ディーマテイは1990年から1996年まで、1年を除き毎年NORBA（全米オフロード自転車競技連盟）選手権シリーズでトップ３に入賞し続けた。またディーマテイは、1994年コロラド州ベイルで開催されたUCIマウンテンバイク世界選手権のクロスカントリー種目で銀メダルを獲得した。

## 後世
ディーマテイは、元プロ・マウンテンバイクレーサーであったダイアモンドバック・レーシングチームのチームメイト：デビッド・ウィーンズと結婚。現在はコロラド州ガニソンに在住し、地元病院の外科病棟に勤務している。

## 戦歴と戦績
| 年   | 順位 | 開催地                                      | 種目                               | レース       |
| ---- | ---- | ------------------------------------------- | ---------------------------------- | ------------ |
| 1989 | 2    | ベルギー スパ（リエージュ）                 | マウンテンバイク, XC, エリート (F) | 世界選手権   |
| 1989 | 3    | アメリカ カリフォルニア州レディング         | マウンテンバイク (F) (f)           |              |
| 1989 | 2    | アメリカ カリフォルニア州ヴァカヴィル       | マウンテンバイク (F)               |              |
| 1989 | 3    | アメリカ コロラド州ガニソン                 | マウンテンバイク (F) (b)           |              |
| 1989 | 2    | アメリカ カリフォルニア州ビッグベア         | マウンテンバイク (F)               |              |
| 1989 | 2    | アメリカ オレゴン州アシュランド-シスキュー  | マウンテンバイク (F)               |              |
| 1989 | 3    | アメリカ グレートジョージ                   | マウンテンバイク (F) (a)           |              |
| 1989 | 3    | アメリカ                                    | マウンテンバイク, XC               | 全国大会     |
| 1989 | 2    | フランス カンヌ                             | マウンテンバイク (F)               |              |
| 1991 | 1    | ドイツ ベルリン                             | マウンテンバイク (F)               |              |
| 1991 | 5    |                                             | マウンテンバイク, XC, エリート (F) | 世界選手権   |
| 1992 | 3    | アメリカ カリフォルニア州ハンターマウンテン | マウンテンバイク (F)               |              |
| 1992 | 2    | アメリカ カリフォルニア州マンモスレイク     | マウンテンバイク (F)               |              |
| 1993 | 3    | アメリカ コロラド州ベイル                   | マウンテンバイク (F)               |              |
| 1993 | 2    | アメリカ カリフォルニア州マンモスレイク     | マウンテンバイク (F)               |              |
| 1993 | 2    | イギリス プリマス                           | マウンテンバイク (F)               |              |
| 1994 | 3    | スペイン マドリッド                         | マウンテンバイク (F)               |              |
| 1994 | 2    | イギリス プリマス                           | マウンテンバイク (F)               |              |
| 1994 | 1    | オーストラリア ケアンズ                     | マウンテンバイク (F)               |              |
| 1994 | 2    | アメリカ コロラド州ベイル                   | マウンテンバイク, XC, エリート (F) | 世界選手権   |
| 1996 | 3    | アメリカ                                    | マウンテンバイク (F)               | オリンピック |